# Tosarhombus neocaledonicus
Tosarhombus neocaledonicus är en fiskart som beskrevs av Amaoka och Rivaton, 1991. Tosarhombus neocaledonicus ingår i släktet Tosarhombus och familjen tungevarsfiskar. Inga underarter finns listade i Catalogue of Life.